# Enhypen
Enhypen (кор. 엔하이픈, латиніз. Enhaipeun; яп. エ ン ハ イ フ ン; стилізується як ENHYPEN) — південнокорейський бой-бенд, створений Belift Lab — спільним підприємством розважальних компаній CJ E&M і Big Hit Entertainment. До складу гурту належить сім учасників: Хісин, Джей, Джейк, Сонхун, Сону, Чонвон і Ні-Кі. Гурт був сформований у рамках реаліті-шоу на виживання I-Land. Дебют ENHYPEN відбувся 30 листопада 2020 року першим мініальбомом Border: Day One.

## Назва та фандом
Назва гурту була описана подібно до того, як дефіси з'єднують різні слова, щоб надати нового значення. Учасники будуть з'єднуватися, відкривати один одного і рости разом. 9 жовтня ENHYPEN оголосили свою офіційну назву фан-клубу ENGENE (укр. «Енджині»), яка має два значення: по-перше, їхні фанати — це «двигуни» (за співзвучністю з англ. «engine» — «двигун»), які дозволяють їм рости та продовжувати роботу, а, по-друге, фанати — це «ген» (від англ. ENGENE) ENHYPEN, оскільки вони самі обидва мають одну і ту ж ДНК, щоб з'єднуватися, відкривати і рости разом.

## Кар'єра

### Пре-дебют: формування черезI-Land
14 травня 2020 року телеканал Mnet оголосив про нове шоу на виживання, за результатами якого дебютує новий чоловічий гурт під спільним підприємством Big Hit Entertainment і CJ E & M Music — Belift Lab. Прослуховування почалися в тому ж місяці в Сеулі, США, Тайвані та Японії, серед іншого, для юнаків-стажистів, які народилися в період з 1997 по 2008 роки.
Шоу почалося 26 червня, а 18 вересня в прямому ефірі були оголошені результати: за підсумками голосування глядачів до складу гурту увійшли Чонвон, Джей, Джейк, Нікі, Хісин, Сонхун. Сьомий учасник, Сону, був обраний продюсерами шоу Рейном, Зіко і Бан Шіхьоком.

### 2020: дебют з мініальбомомBorder: Day One
19 вересня було відкриті офіційні акаунти гурту, оголошений пре-дебютні промоції і намічений дебют на листопад.
Опівночі 22 жовтня було випущено перший трейлер під назвою «Choose-Chosen». За ним слідував другий трейлер під назвою «Dusk-Dawn» 25 жовтня. 28 жовтня на Weverse ENHYPEN було опубліковано повідомлення про попередньому замовленні, яке підтверджує, що 30 листопада гурт дебютує з першим мініальбомом Border: Day One. 4 листопада було оголошено, що попередні замовлення на альбоми за два дні перевищили 150 000 копій. Напередодні свого дебюту гурт зібрав велику кількість підписників в усіх соціальних мережах, загалом зібравши більше мільйона підписників. Мініальбом Border: Day One і заголовний сингл «Given-Taken» були випущені 30 листопада, дебютний шоукейс був проведений в той же день. 4 грудня Enhypen офіційно дебютували на шоу KBS Music Bank з композицією «Given-Taken».
У лютому 2021 року Border: Day One отримав платинову сертифікацію Korea Music Content Association (KMCA). Це був перший такий сертифікат гурту.

### 2021: мініальбомBorder: Carnival
26 квітня відбувся реліз другого мініальбому Border: Carnival з заголовною композицією «Drunk-Dazed». Кількість передзамовлень фізичних копій склала 450 тис.. Мініальбом дебютував на першому рядку японського чарту альбомів Oricon. 25 травня Border: Carnival опинився на 18 позиції чарту Billboard 200, на дев'ятій — у World Albums, четвертій — Top Album Sales, а також — на 18 позиції Billboard Artist 100; «Drunk-Dazed» посів третє місце чарту Billboard World Digital Song Sales.
4 травня гурт здобув свою першу нагороду музичного шоу The Show телеканалу SBS MTV з композицією «Drunk-Dazed». Також Enhypen здобули ще дві перемоги музичних шоу Show Champion та Show Champion.
6 липня відбувся японський дебют гурту з сингл-альбомом Border: Hakanai (яп. Border : 儚い). Трек «Forget Me Not» став саундтреком до аніме Re-Main. 29 липня відбувся реліз пісні «Billy Poco», заснованої на саундтреці «Hey Tayo» до телешоу Tayo the Little Bus.
12 жовтня було випущено альбом Dimension: Dilemma, що набрав більш як 900 тис. передзамовлень та 600 тис. продажів у перші 6 днів після релізу. Альбом посів перше місце у Oricon Album Chart (Японія) та Gaon Album Chart (Корея). 19 жовтня гурт здобув свою четверту за кар'єру музичну нагороду із піснею «Tamed-Dashed» на телешоу The Show. Згодом вони отримали нагороди Show Champion та Music Bank. 25 жовтня альбом дебютував на 11 позиції Billboard 200, а сам гурт посів 12 сходинку чарту Billboard Artist 100. «Tamed-Dashed» став першим треком гурту, що посів перше місце у чарті Billboard Japan Hot 100.
У листопаді було зафіксовано 1,1 млн фізичних продажів альбому; таким чином Dimension: Dilemma став першим релізом-мільйонником гурту.

### 2022:Dimension: Answer, другий японський сингл-альбом таManifesto: Day 1
10 січня 2022 року було випущено альбом-перевидання (репак) Dimension: Answer із заголовною піснею «Blessed-Cursed». З нею гурт отримав нагороду музичного шоу Show Champion та Music Bank. Також вона стала першою, яка сягнула першої позиції у чарті Gaon Download, тоді як альбом посів перше місце у Gaon Album Chart та Oricon Albums Chart. Також шість піень релізу потрапиои до Billboard Hot Trending Songs Weekly. Сам репак посів 13 місце у Billboard World Albums chart.
16 січня було випущено вебтун про гурт під назвою Dark Moon: The Blood Altar. До нього було заплановано і 6 вересня випущено саундтрек «One in a Billion».
22 лютого було випущено японський діджитал сингл «Always». Він увійшов до другого японського сингл-альбому гурту Dimension: Senkō (яп. Dimension: 閃光).
4 липня відбувся реліз мініальбому Manifesto: Day 1. З «Future Perfect (Pass the Mic)» гурт отримав нагороди музичних шоу The Show, Show Champion та Music Bank.
12 серпня було випущено пісню «I Need The Light (구해줘)», що стала саундтреком дорами Mimicus.
6 вересня відбувся реліз пісні «One in a Billion» та музичного відео до неї; пісня є саундтреком до вебтуну Dark Moon: The Blood Altar.
26 жовтня вийшов у світ перший повноформатний японський альбом Sadame, що містив як японські версії вже реалізованих пісень, а й оригінальний трек «Make the Change». Ця пісня стала саундтреком японського телесеріалу Saikou no Obahan Nakajima Haruko.
Ще одна пісня гурту, «Zero Moment», стала саундтреком до корейського телесеріалу Summer Strike.

### 2023— донині:Dark Bloodта третій японський сингл-альбом
21 та 22 січня гурт провів у Сеулі дводенний концерт, що був складовою туру Manifesto World Tour.
22 травня вийшов у світ мініальбом Dark Blood. У перший день після релізу було продано 1,1 млн фізичних копій цього мініальбому. Dark Blood потрапив до першої десятки чарту Billboard Top Album Sales та до Billboard 200. 1 червня гурт вперше здобув нагороду музичного шоу M Countdown, це стала їхня дванадцята нагорода за кар'єру. Наступного дня вони здобули нагроду шоу Music Bank.

## Учасники
| Сценічний псевдонім | Сценічний псевдонім | Сценічний псевдонім | Справжнє ім'я | Справжнє ім'я  | Справжнє ім'я | Дата народження             | Позиція в гурті |
| Хангилем            | Латиницею           | Українською         | Хан./Яп.      | Латиницею      | Українською   | Дата народження             | Позиція в гурті |
| ------------------- | ------------------- | ------------------- | ------------- | -------------- | ------------- | --------------------------- | --------------- |
| 정원                | Jungwon             | Чонвон              | 양정원        | Yang Jungwon   | Ян Чонвон     | 9 лютого 2004 (21 рік)      | Лідер           |
| 희승                | Heeseung            | Хісин               | 이희승        | Lee Heeseung   | Лі Хісин      | 15 жовтня 2001 (23 роки)    | -               |
| 제이                | Jay                 | Джей                | 박종성        | Park Jongseong | Пак Чонсон    | 20 квітня 2002 (22 роки)    | -               |
| 제이크              | Jake                | Джейк               | 심재윤        | Sim Jaeyun     | Сім Чжеюн     | 15 листопада 2002 (22 роки) | -               |
| 성훈                | Sunghoon            | Сонхун              | 박성훈        | Park Sunghoon  | Пак Сонхун    | 8 грудня 2002 (22 роки)     | -               |
| 선우                | Sunoo               | Сону                | 김선우        | Kim Seonwoo    | Кім Сону      | 24 червня 2003 (21 рік)     | -               |
| 니키                | Ni-Ki               | Ні-Кі               | 西村リキ      | Nishimura Riki | Нішимура Рікі | 9 грудня 2005 (19 років)    | Макне           |

1. ↑  Офіційно в учасників гурту позиції відсутні (крім лідера)

## Дискографія

### Повноформатні альбоми
- DIMENSION: DILEMMA (2021)

### Мініальбоми
- Border: Day One (2020)
- Border: Carnival (2021)
- Manifesto: Day 1 (2022)
- Dark Blood (2023)

### Перевидання
- Dimension: Answer (2022)

### Японські релізи
- Border: Hakanai (2021)
- Dimension: Senkou (2022)
- Sadame (2022)

## Фільмографія

### ТВ-шоу
| Рік  | Назва            | Канал   | Нотатки                                                       | Прим.             |
| ---- | ---------------- | ------- | ------------------------------------------------------------- | ----------------- |
| 2020 | I-Land           | Mnet    | Реаліті-шоу від CJ ENM та Hybe Corporation, 12 епізодів       | [ 2 ] [ 6 ] [ 7 ] |
| 2021 | Playground       | JTBC2   | З гуртом TXT; спешал до Корейського Нового Року, 2 епізоди    | [ 64 ]            |
| 2022 | The Path We Take | SBS     | Спеціальна трансляція Зимових юнацьких Олімпійських ігор 2024 | [ 65 ] [ 66 ]     |
| 2022 | ENHYPEN TV       | Fuji TV | Японське шоу для просування Dimension: 閃光                   | [ 67 ]            |

### Онлайн-шоу
| Рік         | Назва             | Мережа                   | Нотатки                                          | Прим.                |
| ----------- | ----------------- | ------------------------ | ------------------------------------------------ | -------------------- |
| 2020-2021   | Enhypen&Hi        | Youtube, Weverse, Mnet   | Реаліті-шоу, 2 сезони                            | [ 68 ] [ 69 ] [ 70 ] |
| 2021-донині | EN-CORE           | YouTube, Weverse         | Музичне шоу за лаштунками                        | [ 71 ]               |
| 2021-донині | En-O'Clock        | YouTube, Weverse, V Live |                                                  |                      |
| 2021        | The Mini Olympics | YouTube                  | 2 епізоди                                        | [ 72 ]               |
| 2021–2022   | EN-loG            | YouTube                  | Щотижневі влоги, 2 сезони                        | [ 73 ]               |
| 2021–2022   | Smash. School     | Smash. app               | Японське щотижневе шоу                           | [ 74 ]               |
| 2022        | Backstage         | YouTube                  | Документальний проєкт у колаборації з гуртом TXT | [ 75 ] [ 76 ]        |
| 2022        | Mini Awards       | YouTube                  |                                                  | [ 77 ]               |
| 2022        | EN-BTI            | YouTube                  | Учасники гурту проходять тест MBTI               | [ 78 ]               |
| 2022        | Smash. Mystery    | Smash. app               | Японське щотижневе шоу                           | [ 79 ]               |

### Радіо
| Рік       | Назва                        | Радіостанція               | Нотатки | Прим.  |
| --------- | ---------------------------- | -------------------------- | ------- | ------ |
| 2020      | Rookie of December           | MelOn Station              | Ді-джеї | [ 80 ] |
| 2021-2022 | Enhypen's All Night Nippon X | Nippon Broadcasting System | Ді-джеї | [ 81 ] |
| 2022      | Listen                       | EBS FM                     | Ді-джеї | [ 82 ] |

## Концерти і тури
- Manifesto World Tour (2022–23)
- Fate World Tour (2023–24)